# Perivale (Metropolitano de Londres)
Perivale é uma estação do Metropolitano de Londres em Perivale, no noroeste de Londres. Ele está localizado no ramal West Ruislip da linha Central, entre as estações Greenford e Hanger Lane, e está na Zona 4 do Travelcard.

## História
A Great Western Railway (GWR) abriu Perivale Halt em sua New North Main Line (agora a linha Acton-Northolt) em 2 de maio de 1904. Este foi fechado quando a atual estação do Metrô de Londres foi inaugurada em 30 de junho de 1947, como parte da extensão da linha Central para West Ruislip. A estação foi projetada em 1938 por Brian Lewis, mais tarde arquiteto-chefe do GWR, mas a conclusão foi adiada pela Segunda Guerra Mundial. O edifício acabado foi modificado pelo arquiteto Frederick Francis Charles Curtis. Uma torre planejada e uma asa estendida nunca foram construídas, deixando a estação menor do que o pretendido. Em julho de 2011, a estação era uma das 16 estações do Metrô de Londres que receberam o status de Grau II.

## Conexões
A linha 297 de ônibus de Londres serve a estação.

## Aparições na TV
A frente da estação apareceu brevemente no primeiro episódio da série da BBC de 2005, The Thick of It.

## Galeria

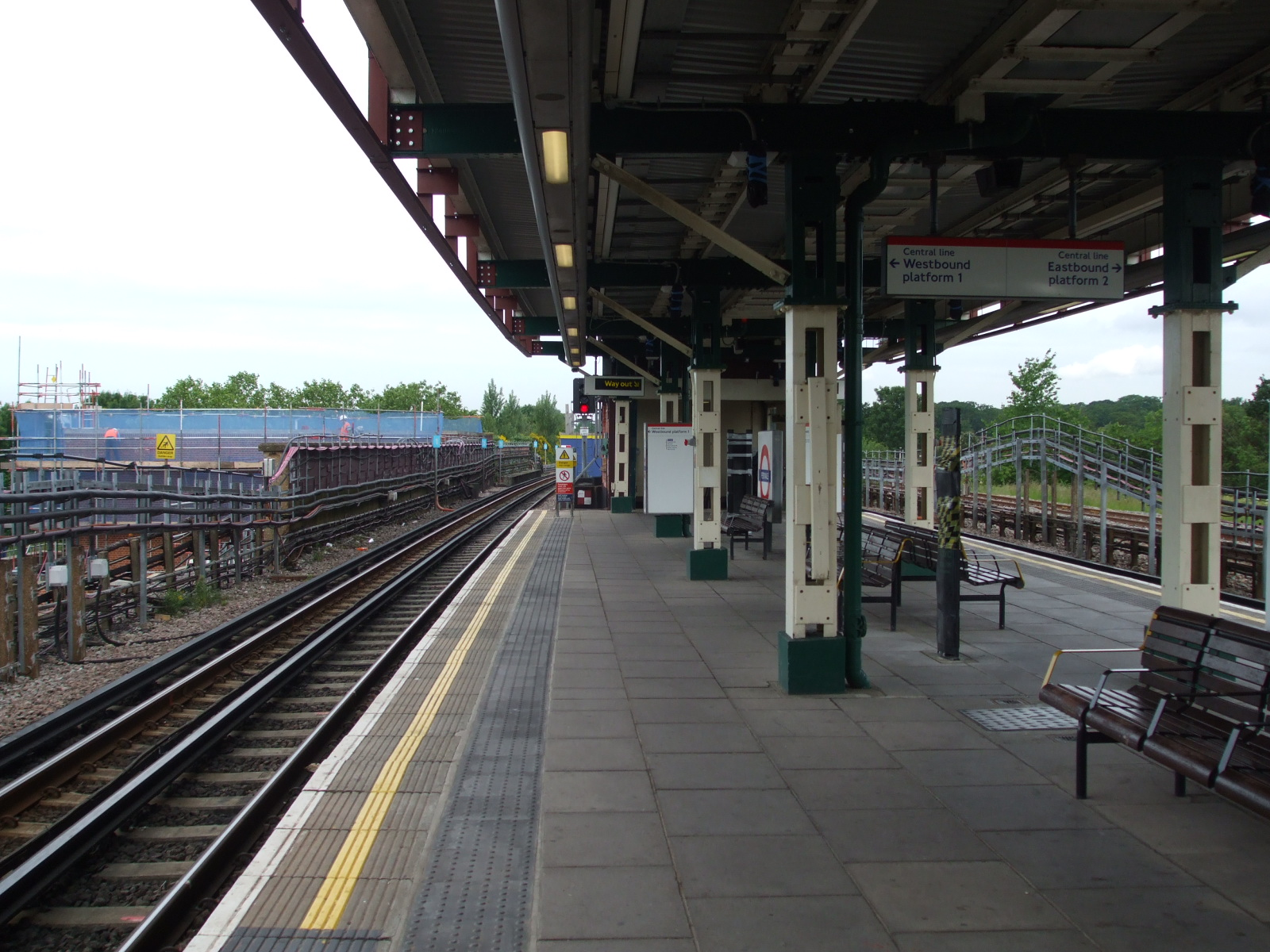
Plataforma central voltada para o oeste, com algumas obras de remodelação em curso, Junho de 2008.
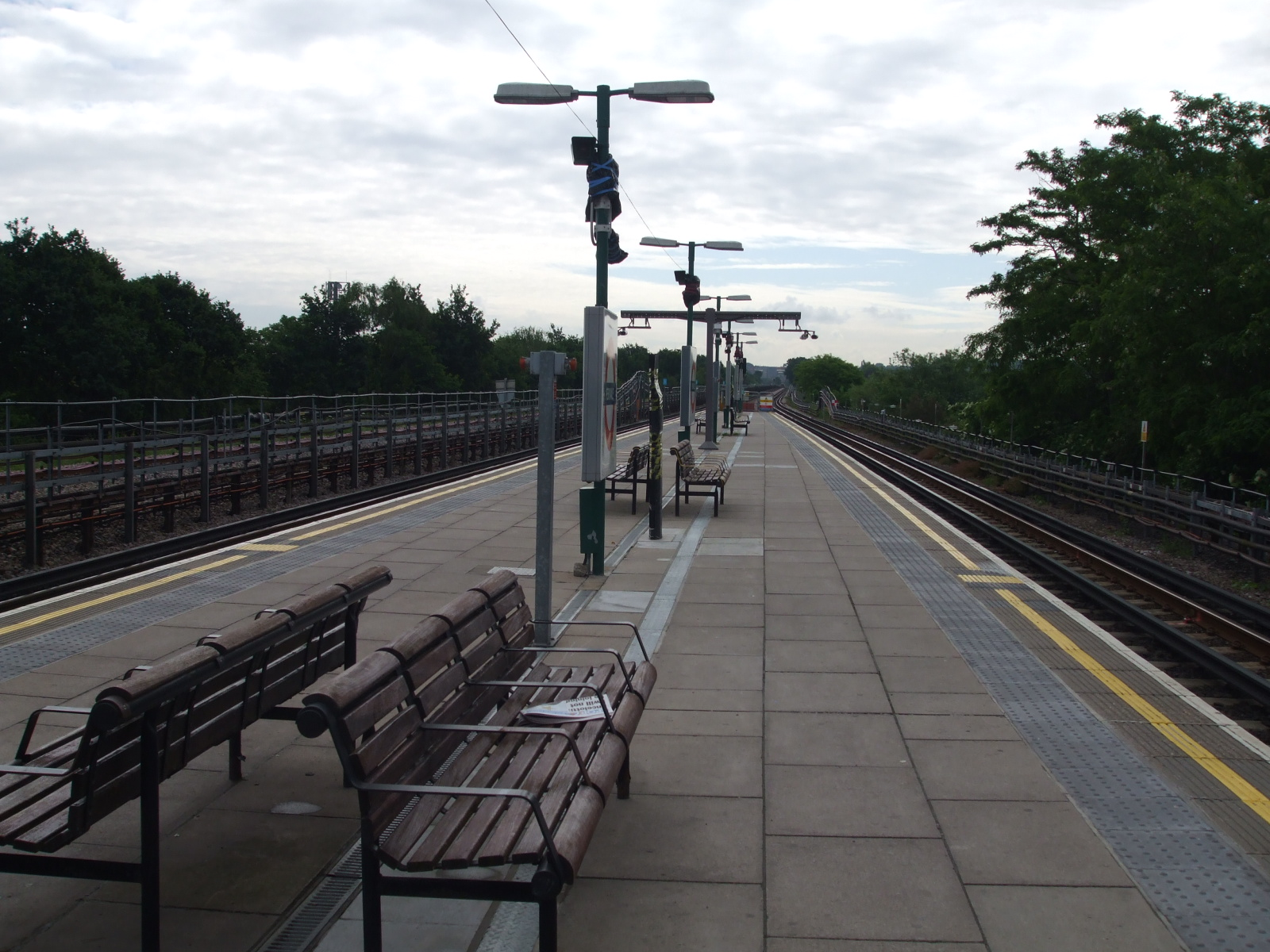
Plataforma central voltada para o leste, com os antigos trilhos GWR usados principalmente por cargas na extrema esquerda.
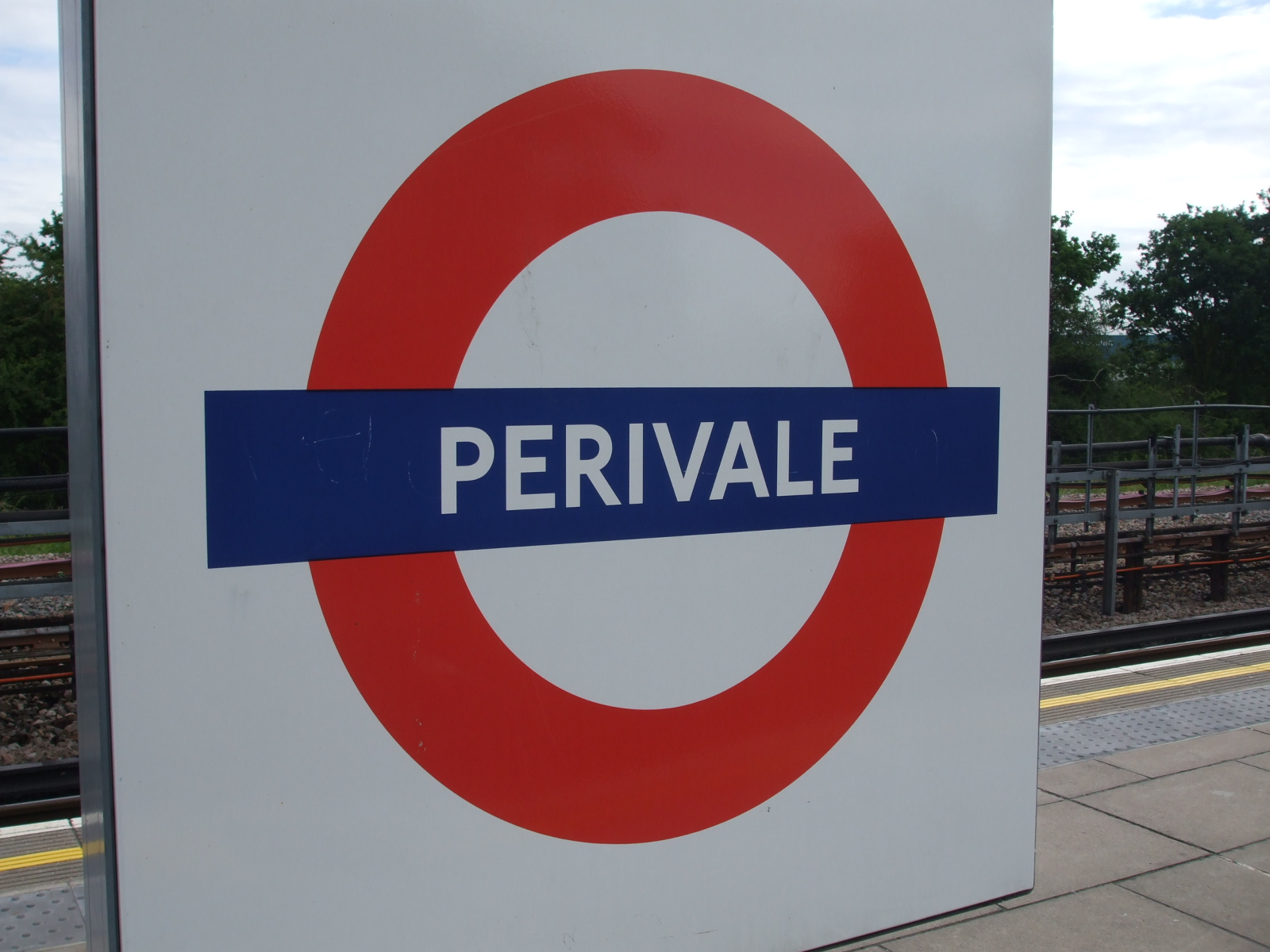
Roundel na face da plataforma oeste.